# Ettore Pais
Ettore Pais (Borgo San Dalmazzo, 27 luglio 1856 – Roma, 28 marzo 1939) è stato uno storico dell'antichità italiano.

## Biografia
Figlio del nobile sassarese Michele Pais Leoni e della piemontese Carlotta Tranchero, dopo il diploma liceale a Lucca si laureò in lettere presso l'Università di Firenze, nel 1878. Allievo di Atto Vannucci e di Domenico Comparetti, nel 1881 si perfezionò a Berlino, alla scuola di Mommsen.
Tra il 1880 e il 1884, operò in Sardegna fondando il Museo archeologico dell'Università di Sassari e dirigendo quello civico di Cagliari. Nel 1886 fu chiamato alla cattedra di storia antica dell'Università di Palermo e nel 1888 passò a quella dell'Università di Pisa, dove insegnò pure alla Scuola Normale Superiore. Successivamente, dal 1899 al 
1904, fu professore all'Università di Napoli, dove diresse pure il museo archeologico. Dal 1905 insegnò epigrafia all'Università di Roma. 
Ebbe molti incarichi di insegnamento e riconoscimenti anche da università straniere: tenne corsi nelle università del Wisconsin-Madison, Parigi-Sorbona, Bucarest, Praga, Madrid, Barcellona, Boston, Cambridge, New York e Chicago, nonché gli fu conferita la laurea honoris causa a Oxford, Chicago e Parigi. Fu nominato socio nazionale dell'Accademia dei Lincei nel 1910 e senatore del Regno d'Italia nel 1922.
Nel 1936 gli fu assegnato il Premio Mussolini dell'Accademia d'Italia per le discipline morali e storiche.
A Napoli, il 9 luglio 1900, fu affiliato Maestro massone nella Loggia "Losanna".
Fra i suoi tanti allievi, Emanuele Ciaceri.

## Attività
Il nome di Ettore Pais è legato soprattutto agli studi di storia dell'antichità, in particolare sulle origini di Roma e sulla storia complessiva della civiltà italiana dalle colonie greche all'età imperiale. La sua impostazione metodologica, fondata su una serrata critica delle fonti, lo portò, per la storia antica di Roma, a un sostanziale rigetto di tutta la tradizione storiografica fino al IV secolo a.C.
Nel 1892, nel periodo dell'insegnamento pisano, uscì il primo numero della rivista Studi storici, che per qualche anno diresse e curò insieme al suo collega Amedeo Crivellucci, titolare dell'insegnamento di storia moderna; dal 1908 al 1913 la rivista proseguì a parte con il titolo Studi storici per l'antichità classica.
Nell'attività del Pais occupa anche un posto particolare la direzione della traduzione italiana delle grandi storie del Mommsen, Gibbon, Gregorovius, Duruy e Tillemont.

## Opere principali
- La Sardegna prima del dominio romano. Studi storici ed archeologici, Roma, Salviucci, 1881.
- Storia della Sicilia e della Magna Grecia, Torino, C. Clausen, 1894.
- Storia di Roma, 2 voll., Torino, C. Clausen, 1898-99.
- Storia critica di Roma durante i primi cinque secoli, 4 voll., Roma, E. Loescher, poi P. Maglione & C. Strini, 1913-20.
- Ricerche sulla storia e sul diritto pubblico di Roma, 4 voll., Roma, E. Loescher, poi P. Maglione & C. Strini, 1915-21.
- Fasti triumphales populi Romani, 2 voll., Roma, A. Nardecchia, 1920.
- Storia dell'Italia antica, 2 voll., Roma, Libreria della Sapienza, 1921-22.
- Storia della Sardegna e della Corsica durante il dominio romano, 2 voll., Roma, A. Nardecchia, 1923.
- Storia di Roma durante le guerre puniche, 2 voll., Roma, Optima, 1927.